# Ascorhynchus dietheus
Ascorhynchus dietheus là một loài nhện biển trong họ Ascorhynchidae. Loài này thuộc chi Ascorhynchus. Ascorhynchus dietheus được miêu tả khoa học năm 2002 bởi Child.